# Windows Fotogalleri
Windows Fotogalleri (även Windows Fotogalleriet, i Windows 7 tidigare känt som Windows Live Photo Gallery) är ett bildbehandligsprogram, taggredigerare, och redigeringsverktyg som medföljer i Windows Vista och som kan installeras valfritt i Windows 7 och Windows 8.
Programmet installeras med hjälp av Microsofts installationshanterare Windows Essentials.

## Funktioner
Windows Fotogalleri låter användarna ordna sina foton och bilder i foto- och bildsamlingar. Användaren kan i vyn Galleriet byta namn på, klassificera foton efter smak och tycke, ange när bilden togs och mycket mer.
Funktionen Redigera ger dig möjlighet att ändra/redigera bildupplösningen eller ändra färgen. Programmet innehåller även funktioner så som att ändra bildupplösning, klippa ut, kopiera och klistra in, använda röda ögon-borttagningsverktyget, m.m. Man kan även skriva ut foton genom Guiden Skriv ut foto.
Fotogalleri har också stöd för att hantera och visa videoklipp, men dessa kan inte redigeras i programmet. Windows Fotogalleri är integrerat i Windows DVD Maker (Windows DVD-bränning) för att tillhandahålla funktioner för att bränna DVD-skivor.
Man kan använda Fotogalleri för att överföra foton och videoklipp från digitalkameror, skannrar och andra källor.
Enligt Microsoft och Windows Vistas produktinformation, ska Windows Fotogalleri finnas i alla Windows-versioner men bildspelsfunktioen finns bara i Home Premium och Ultimate.

### Stöd för RAW-formatet
Windows Fotogalleri stöder formatet RAW. Windows Vista introducerade en ny codec för formatet som kameratillverkare kan dra nytta av för att koversera mellan RAW-formatet och andra bildformat.
I februari 2007 lanserade tillverkarna Nikon, Sony och Olympus RAW-codecs.

### Taggar
Fotogalleriet använder sig av konceptet för att ordna objekt efter taggar, till exempel Människor/Jim, Platser/Paris.
Den här "sid-effekten" i taggarna i fotona visas på sidan. Den har dock inte samma funktion som Photoshop-produkerna.
När man tar bort tagginformation från Fotogalleriet försvinner den från alla foton/bilder i Galleriet.

## I Windows 7 och Windows 8
Microsoft meddelande 2008 att Windows Fotogalleri inte kommer följa med i Windows 7, detta för att minska operativsystemets storlek. Programmet, som döptes om till Windows Live Photo Gallery, kunde istället valfritt installeras som är en del i Windows Live-produkterna. Det samma skedde med Windows Movie Maker och Windows Mail.
Sedan en uppdatering i augusti 2012 (inför lanseringen av Windows 8) så kallas programmet återigen för Windows Fotogalleriet, men installationen är fortfarande valfri.

## Versionshistorik
| Namn                            | Datum             |
| ------------------------------- | ----------------- |
| Windows Fotogalleri             | 30 januari 2007   |
| Windows Live Photo Gallery      | 6 november 2007   |
| Windows Live Photo Gallery 2009 | 7 januari 2009    |
| Windows Live Photo Gallery 2011 | 30 september 2010 |
| Windows Fotogalleriet 2012      | 7 augusti 2012    |